# Аутономна пракса
Аутономна пракса је професионална активност и процес доношења одлуке који се догађа релативно независно од социјалних агенција, њиховог надзора и организационих захтева. Практичари морају успоставити стандарде својих перформанси и самомониторинга, као и поседовати акредитовану лиценцу за рад. Ово је релативан концепт, у коме су све професије ипак под утицајем социјалних, етничких, легалних, политичких и економских сила. Неки социјални радници користе овај појам да индикују приватну праксу. Без обзира на приступ, најважније је придржавати се основних правила и стандарда професионалног социјалног рада.